# Joachim Llambi

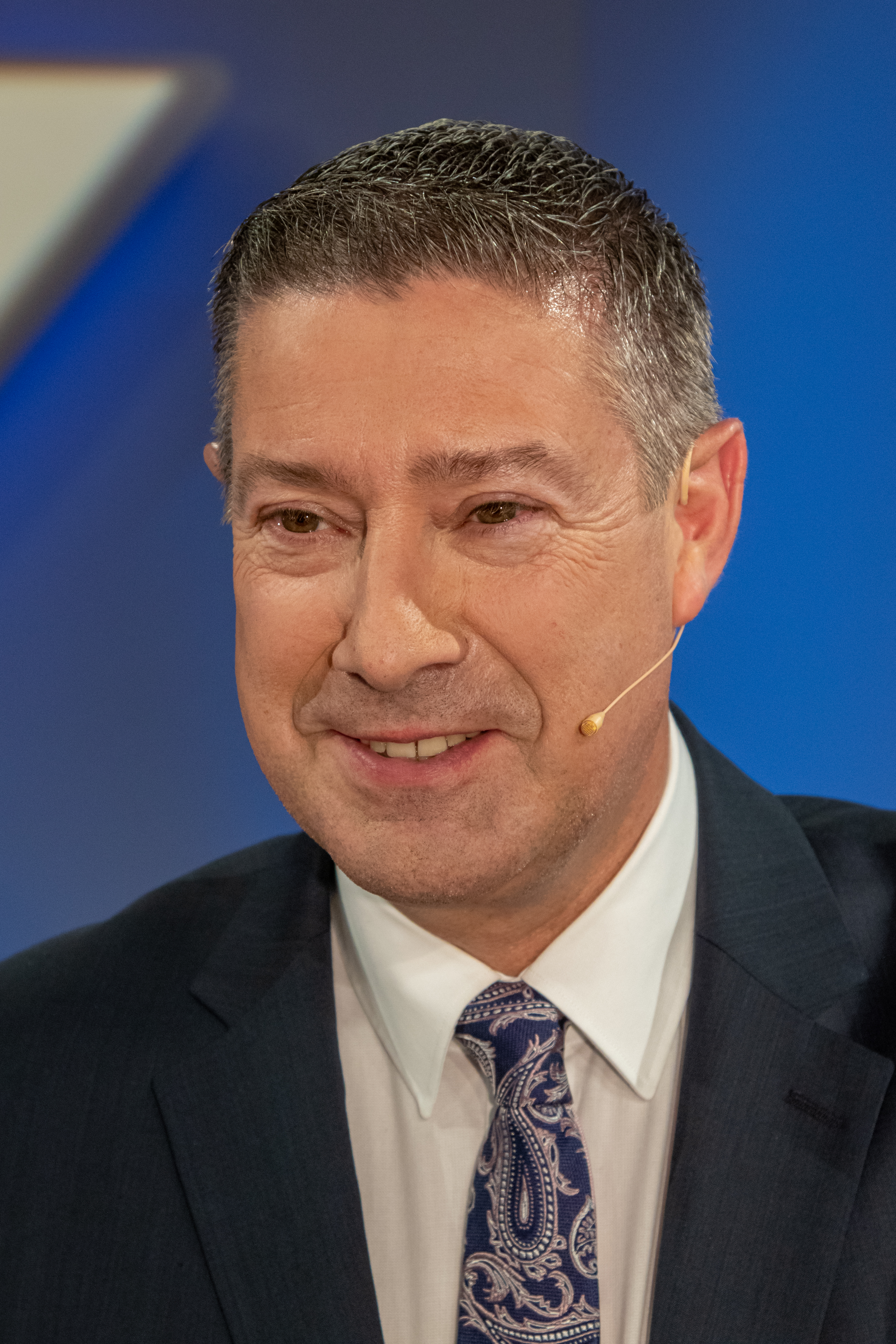
Joachim Llambi (2020)

Joachim Llambi (Aussprache meist [joˈaxɪm 'lambi], eigentlich [ʎam'bi]; * 18. Juli 1964 in Duisburg) ist ein spanischer Tanzsportler, Wertungsrichter und Fernsehmoderator. Nach seiner Laufbahn als professioneller Turniertänzer ist er als Wertungsrichter im Profi- und Amateurverband tätig. Als Moderator und Juror arbeitet er in verschiedenen Fernsehformaten wie Jeopardy! oder Let’s Dance.

## Biografie
Llambi wurde 1964 in Duisburg als Sohn eines aus Barcelona stammenden Spaniers und einer Deutschen geboren und wuchs dort auf. Als er elf Jahre alt war, erkrankte sein Vater an einem Gehirntumor und wurde bis zu seinem Tod neun Jahre von seiner Mutter und ihm gepflegt. Nach dem Abitur 1984 am neusprachlichen Gymnasium Neudorf in Duisburg begann er eine Ausbildung zum Bankkaufmann bei der Sparkasse Duisburg. Ende der 1980er-Jahre wechselte er als Aktienmakler an die Düsseldorfer Börse, von 1997 bis 2012 war er als Börsenmakler an der Frankfurter Börse tätig.
Mit 16 Jahren belegte er seinen ersten Tanzkurs; seine Mutter arbeitete als Sekretärin in der Duisburger Tanzschule Paulerberg. 1989 wechselte er von den Amateuren zu den Profitänzern und nahm mit seiner Partnerin Sylvia Llambi bis 1991 an Professionals-Welt- und Europameisterschaften (10 Tänze) teil. Von 2003 bis 2011 war er Medienbeauftragter des DPV (Deutscher Professional Tanzsportverband). Von 2012 bis 2016 war er leitender Direktor der Professional Division des DTV. Von 2013 bis 2014 war er Sportdirektor des internationalen Tanzsportverbandes WDSF.
Seit 2006 ist er Mitglied der Jury in der Fernsehshow Let’s Dance, einem Tanzwettbewerb, in dem Prominente an der Seite eines professionellen Tanzpartners gegeneinander antreten. Im Juli 2011 war er mit Andrea Kiewel in der RTL-Show Es kann nur E1NEN geben zu sehen. Neben Mark Medlock und Sandy Mölling war Llambi Jurymitglied in Die singende Firma.
Gemeinsam mit Mirja Boes moderierte er die im April 2012 bei RTL ausgestrahlte Pilotfolge der Spielesendung Jungen gegen Mädchen. Ebenfalls 2012 war er an der Seite von Micky Beisenherz Schiedsrichter in einer Neuauflage der Quizsendung Die Pyramide. Mehrfach nahm er an der Kochsendung Grill den Henssler und an Mario Barth deckt auf! teil.
Im September 2015 wurde er Jurymitglied beim Let’s-Dance-Ableger Stepping Out. Im November startete der Reise-Checker, eine Aufklärungsshow über Urlaubsbetrügereien. Von September 2016 bis 2018 moderierte Llambi die Neuauflage der Show Jeopardy! bei RTLplus. 2016 synchronisierte er im Animationsfilm Ballerina die Figur des strengen Tanzlehrers Mérante. 2019 moderierte er die RTL-Sendung Llambis Tanzduell, in der jeweils zwei aus Let‘s Dance bekannte Profitänzer gegeneinander antraten.
2022 übernahm Llambi die Schirmherrschaft für den gemeinnützigen Duisburger Verein zebrakids e. V. 2024 und 2025 war er in drei Ausgaben zu Gast bei Stefan Raab bei Du gewinnst hier nicht die Million. In der Folge Curaçao der Fernsehreihe Das Traumschiff, die im Januar 2025 ausgestrahlt wurde, hatte er einen Gastauftritt als Tänzer. Im selben Jahr nahm er an Die Verräter – Vertraue Niemandem! teil. Des Weiteren moderierte er gemeinsam mit Lutz van der Horst vertretungsweise für Andrea Kiewel den ZDF-Fernsehgarten.

## Privates
1990 heiratete er seine Tanzpartnerin Sylvia Putzmann, von der er sich 2003 trennte, als er seine zweite, aus Tschechien stammende Ehefrau Ilona kennenlernte. Diese heiratete er 2005. Sie haben eine gemeinsame Tochter; seine Stieftochter (* 1999) stammt aus einer früheren Ehe seiner Frau.

## Veröffentlichungen
- Das wollte ich Ihnen schon immer mal sagen: Mut zur ehrlichen Kritik. Econ, Berlin 2014, ISBN 978-3430201643.